# التخريب على ويكيبيديا
التخريب على ويكيبيديا هو القيام بتحرير مشروع ويكيبيديا بطريقة تخريبية أو ضارة عن عمد. التخريب يشمل أي إضافة أو إزالة أو تعديل بهدف الدعابة أو الخداع أو الهجوم أو التشهير أو الإهانة أو حتى لعدم وجود معنى.
ومنذ نشوء ويكيبيديا كافحت الموسوعة للحفاظ على التوازن بين السماح بحرية التحرير للجميع وبين دقة معلوماتها، حيثُ أن المعلومات الخاطئة قد تلحق الضرر بموضوعاتها. من السهل التخريب على ويكيبيديا، لأنه يمكن لأي شخص التعديل على ويكيبيديا، باستثناء المقالات المحميّة (والتي حسب مستوى الحماية، لا يمكن تحريرها إلا من قِبل المستخدمين الذين يتمتعون بامتيازات معينة). في حين هناك بوتات ويكيبيديا، والتي يمكنها اكتشاف التخريب وإزالته بشكل أسرع من أي محرر بشري.

## الوقاية من التخريب
هناك العديد من التدابير التي اتخذتها ويكيبيديا لمنع أو تقليل عمليات التخريب. وتشمل هذه التدابير:
- وجود خاصية "التاريخ" في كل مقالة، والتي تحتفظ بجميع النسخات السابقة للمقالة، وتمكين المحررين من استعادة المقالة إلى الإصدار الأخير قبل التخريب، وهذا ما يُسمى الرجوع عن التعديلات التخريبية. ويتم التراجع بسرعة من عمليات التخريب على ويكيبيديا.
- حماية المقالات التي تتعرض للكثير من عمليات التخريب، بحيث لا يتمكن سوى المستخدمين المؤكدين، أو في بعض الحالات، المحررون فقط من تحريرها أو حتى الإداريون فقط.
- حجب ومنع من ارتكبوا أعمال تخريب بشكل متكرر من التحرير لفترة من الوقت، أو في بعض الحالات، منعًا دائمًا.
- أداة "مرشح الإساءة"، التي تستخدم التعبيرات النمطية، للكشف من مصطلحات التخريب الشائعة.